# 奧隆加隕石坑

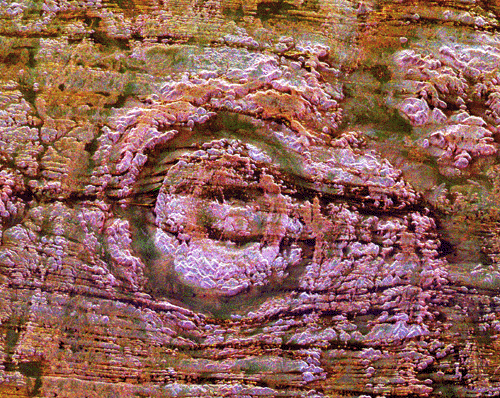
合成孔徑雷達的奧隆加隕石坑影像。

奧隆加隕石坑（Aorounga）是一個位於非洲查德的受侵蝕隕石坑。該隕石坑目前暴露在地表的殘餘部分直徑12.6公里，年齡不早於3.45億年（石炭紀以後）。
太空梭的 SIR-C 雷達對該地探測後發現奧隆加隕石坑附近另有兩個環形構造，可能和撞擊坑有關。如果前述假設是正確的，奧隆加隕石坑就可能是鏈坑的一部分。在假設是正確的前提下，目前暴露在地表的奧隆加隕石坑有時也被稱為奧隆加南隕石坑。

## 參考資料

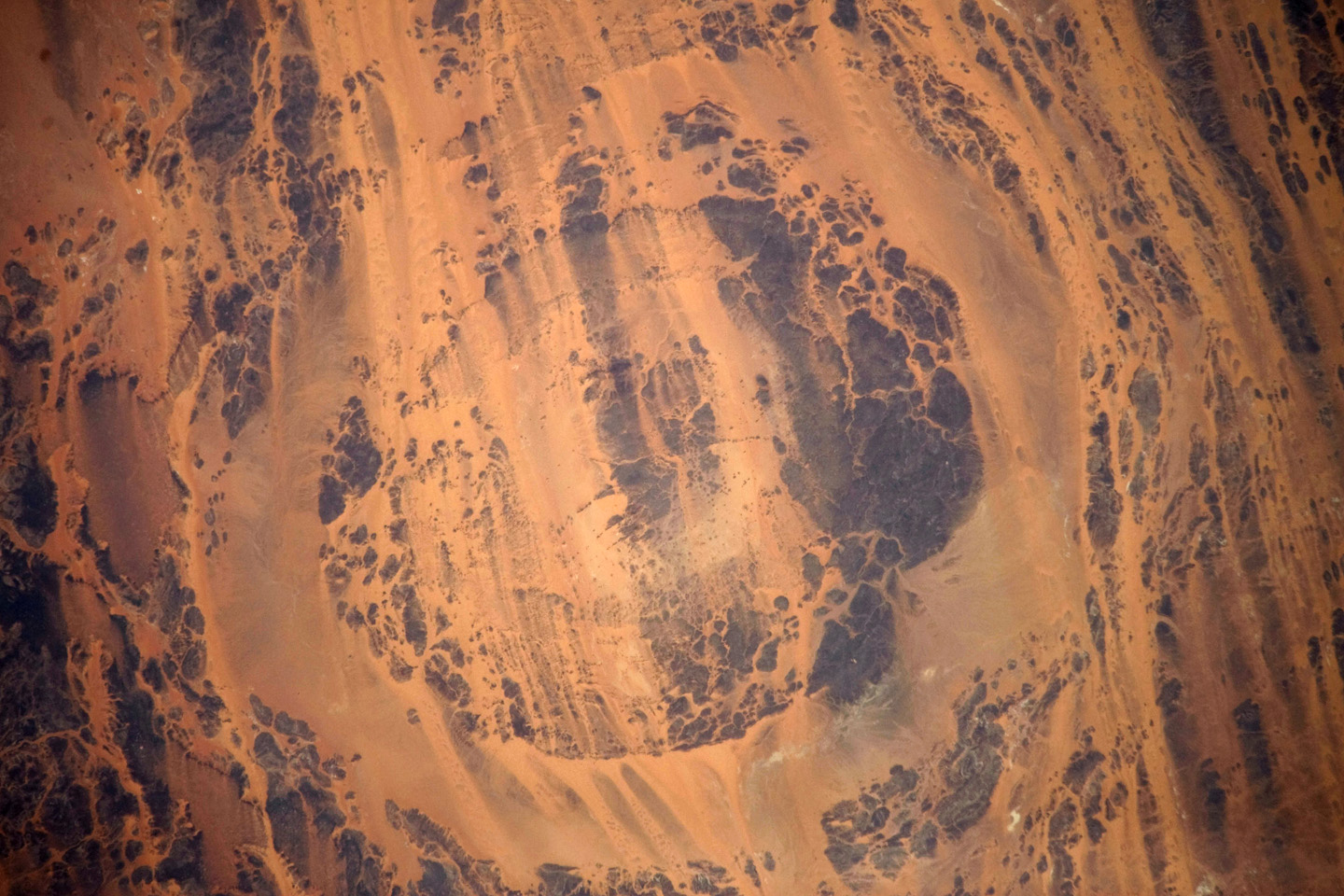
在太空中以可見光拍攝的奧隆加隕石坑